# Phreagena nankaiensis
Phreagena nankaiensis is een tweekleppigensoort uit de familie van de Vesicomyidae. De wetenschappelijke naam van de soort is voor het eerst geldig gepubliceerd in 1996 door Okutani, Kojima & Ashi.